# Tatebayashi, Gunma
Tatebayashi (館林市 (Quán Lâm thị) Tatebayashi-shi) là một thành phố thuộc tỉnh Gunma, Nhật Bản.